# 松崎台
松崎台（まつざきだい）は、千葉県印西市の町丁。工業団地である松崎工業団地。現行行政地名は松崎台一丁目および松崎台二丁目。郵便番号270-1338。

## 地理
北は結縁寺、東は草深、南東は吉田、南は草深、西は松崎に隣接している。

## 小・中学校の学区
市立小・中学校に通う場合、学区は以下の通りとなる。
| 丁目         | 番地 | 小学校             | 中学校             |
| ------------ | ---- | ------------------ | ------------------ |
| 松崎台一丁目 | 全域 | 印西市立船穂小学校 | 印西市立船穂中学校 |
| 松崎台二丁目 | 全域 | 印西市立船穂小学校 | 印西市立船穂中学校 |

## 施設

### 一丁目
- 日本生活協同組合連合会印西冷凍DC
- スウィングベーカリー
- 原産業
- 日本アクセス
- サカイ産業
- 山口製糖
- 栫築炉工業
- ジャパン建材千葉北営業所
- ミシュランタイヤ千葉販売東葛営業所
- 藤川商運
- 四国化工関東営業所
- 佐久間印西リサイクルセンター
- 大和田工機
- ユニ・フード
- ユーポン
- 彌榮精機
- イヤサカ商品センター
- コメダ

### 二丁目
- レンタルのテクノ
- サンエー物流印西営業所
- 江東堂高橋製作所
- サンロジスティックス千葉配送センター
- 和山商会
- 鈴清建築
- SgH松崎台物流センター
- 多田建設
- シンコー
- 松崎配水場
- 東京ガス松崎整圧器室
- 太陽商運株式会社

## 交通

### コミュニティバス
- 印西市ふれあいバス[4][5]
  - 南ルート（千葉ニュータウン循環ルート）[6]
    - （38ふれあい文化館） - 88松崎工業団地 - （89松崎）

  - 南ルート（千葉ニュータウン循環ルート）柏木台経由ルート[6]
    - （87柏木台） - 88松崎工業団地 - （89松崎）